# Hakob Melk'owmyan
Hakob Aršaki Melk’owmyan (in armeno Հակոբ Արշակի Մելքումյան?, in russo Яков Аркадьевич Мелькумов?, Jakov Arkad'evič Mel'kumov; Governatorato di Elizavetpol', 12 gennaio 1885 – Chyrchan, 4 agosto 1962) è stato un generale e scrittore sovietico di nazionalità armena.

## Biografia
Partecipò alla prima guerra mondiale tra le file dell'esercito zarista.
Nel 1917, a seguito della rivoluzione d'ottobre passò tra le file dei bolscevichi.
A partire dall'estate del 1918 divenne comandante del 1º reggimento di cavalleria di Mosca, che combatté al fronte meridionale.
Nel febbraio del 1921, sotto la sua guida, la brigata di cavalleria occupò le città di Denau e Yurich, per le quali fu insignito dell'Ordine della Bandiera Rossa.
Il 4 agosto 1922, durante la rivolta dei Basmachi, guidò il battaglione armeno dell'Armata rossa presso Baldzhuan, nel Turkestan (attualeTagikistan). In quell'occasione sconfisse e uccise in combattimento Enver Pasha. Questo evento è stato interpretato come una risposta simbolica alle vittime del genocidio armeno. Per tale azione ricevette una seconda onorificenza dell'Ordine della Bandiera Rossa.
Nel 1924 fu nominato comandante dell'ottava divisione della brigata di cavalleria del Turkestan.
Tra il 1924-1931 la sua divisione distrusse i resti dei rivoltosi Tagiki che presero parte alla rivolta dei Basmachi in Tagikistan e Turkmenistan.
Tra il 1934-1937 occupò la posizione di assistente del capo del distretto militare dell'Asia centrale.
Nel giugno del 1937 venne arrestato e condannato a 15 anni di prigione e privato di tutti i diritti civili per 5 anni con l'accusa di essere coinvolto in un complotto fascista teso a rovesciare lo stato sovietico.
Infine nel 1954 venne rilasciato e riabilitato.

## Curiosità
- Nella trasposizione animata della 25ª storia di Corto Maltese, "La casa dorata di Samarcanda", Hakob Melk’owmyan viene citato nell'introduzione della storia.